# Ameca splendens
Ameca splendens is een straalvinnige vissensoort uit de familie van de levendbarende tandkarpers (Goodeidae). De wetenschappelijke naam van de soort is voor het eerst geldig gepubliceerd in 1971 door Miller & Fitzsimons.